# Amateur Radio Emergency Service

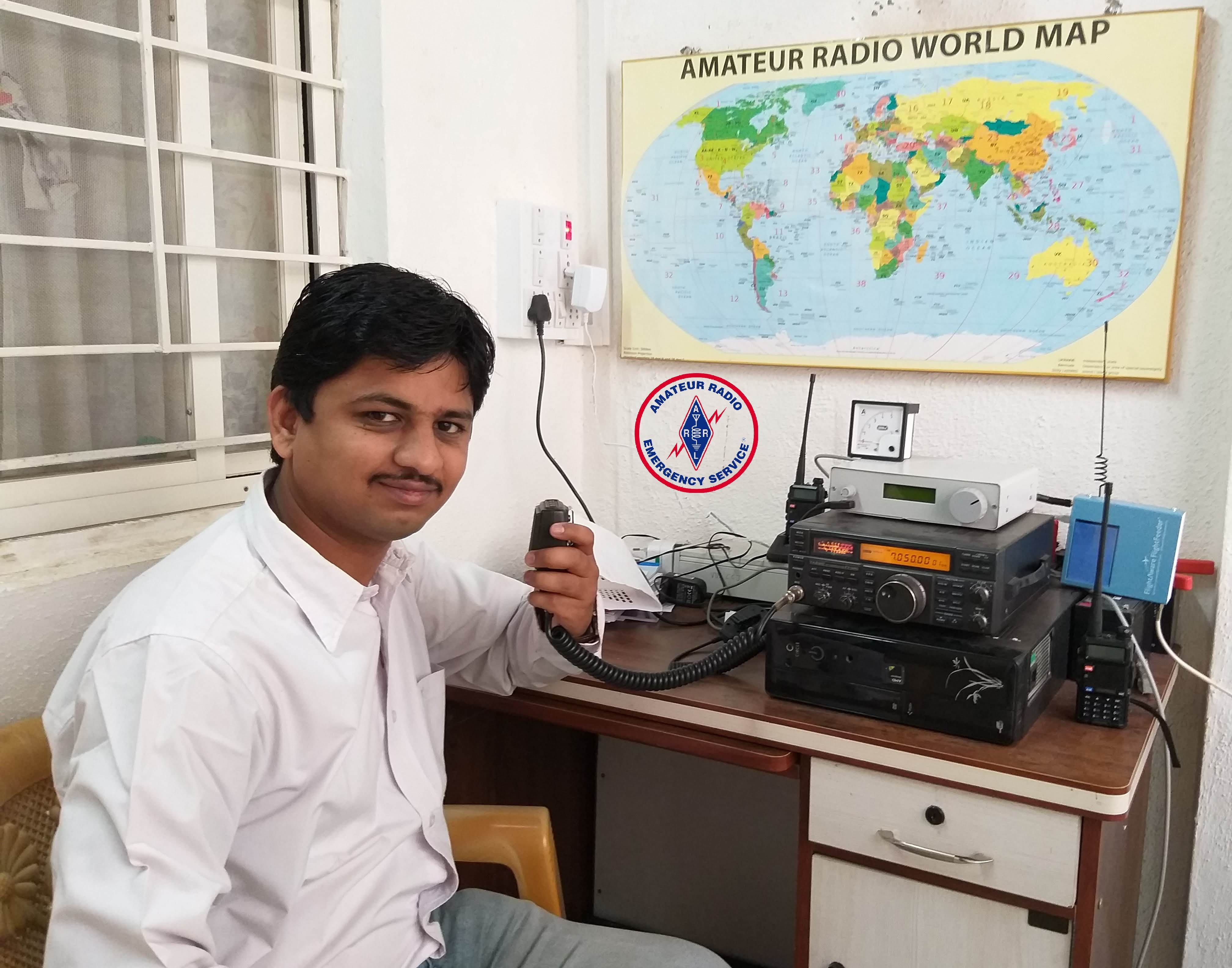
Funkamateur an seiner Station. Mitten an der Wand ist das Logo des ARES zu sehen.

Der Amateur Radio Emergency Service (ARES) ist eine Gruppe von Funkamateuren in den USA und Kanada.
Die mehr als 30.000 Mitglieder unterstützen die öffentlichen Strukturen bei Bedarf durch Notfunk. Hierzu wird das National Traffic System (NTS) genutzt, ein Nachrichtenübermittlungssystem innerhalb der USA und Kanadas. Organisiert und unterstützt wird der Dienst von der American Radio Relay League (ARRL) und den Radio Amateurs of Canada (RAC).